# Mariakapel (Montfort)

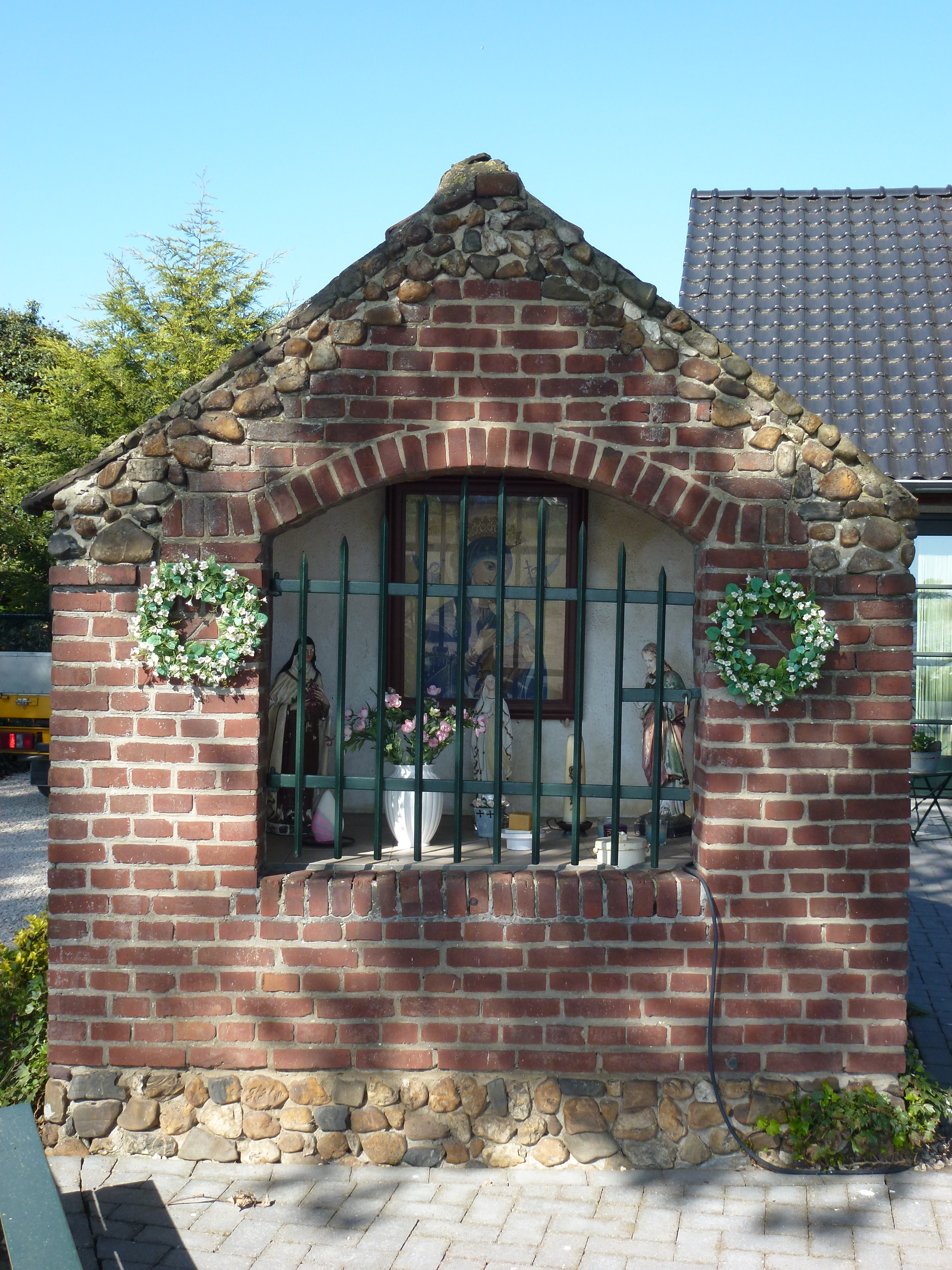
De Mariakapel

De Mariakapel is een kapel in Montfort in de Nederlandse gemeente Roerdalen. De kapel staat aan de Diergaarderweg bij nummer 6 ten zuidoosten van het dorp.
Op ongeveer 960 meter naar het noordoosten staat de Sint-Antoniuskapel.
De kapel is gewijd aan de heilige Maria.

## Gebouw
De bakstenen kapel is een niskapel en staat op een rechthoekig grondplan en wordt gedekt door een zadeldak met pannen. De zijmuren hebben hoekpilasters en de kapel heeft een laag Maaskeien als plint en als rand onder de dakpannen. In de frontgevel bevindt zich de segmentboogvormige toegang van de kapel die wordt afgesloten met een spijlenhek. In de kapel staan verschillende heiligenbeelden en aan de achterwand hangt een icoon van Onze-Lieve-Vrouw.